# Juan José Gerardi Conedera
Juan José Gerardi Conedera (Città del Guatemala, 27 dicembre 1922 – Città del Guatemala, 26 aprile 1998) è stato un vescovo cattolico guatemalteco.

## Biografia
Conedera nacque da una famiglia di origini italiane, precisamente bellunesi, emigrata in Guatemala verso la fine dell'800. Dopo aver frequentato il seminario minore di Città del Guatemala proseguì gli studi di teologia a New Orleans negli Stati Uniti fino ad essere ordinato sacerdote nel 1946.
Inizialmente lavorò come parroco sia nell'entroterra del Guatemala sia in alcune isole della costa del Pacifico. Dopo la sua ordinazione episcopale gli fu affidata la diocesi di Verapaz. In questa diocesi decise di dedicarsi principalmente agli indios, visto che i discendenti dagli antichi maya formavano più della metà della popolazione della diocesi.

### La collaborazione con i benedettini
Collaborando con i benedettini organizzò una serie di iniziative aventi lo scopo di istruire e far crescere spiritualmente la popolazione, tra cui spiccava la fondazione del Centro per la promozione umana San Benito.
Questo centro era una vera e propria scuola nella quale si insegnava a leggere, a scrivere e anche a coltivare la terra ai contadini analfabeti. Promuoveva anche la nascita di corsi per catechisti, la nascita di una radio cattolica e la liturgia in una delle lingue maya della regione.

### Dalla parte degli indios
Nel 1974 fu trasferito alla diocesi di Quiché in un territorio ancora più povero e più vicino ai focolai della guerra civile che dal 1954 stava distruggendo il Guatemala. Nel 1976 protestò presso le autorità militari per la scomparsa di centinaia di catechisti e attivisti parrocchiali uccisi dai militari, perché considerati vicini ai guerriglieri.
Il 31 gennaio 1981 37 indios che protestavano presso l'ambasciata spagnola nella capitale, per la violazione dei diritti civili, furono uccisi dall'esercito. La maggior parte dei 37 morti proveniva dalla sua diocesi, cosa che scatenò nuovamente le lamentele di Gerardi. Poco dopo subì un attentato dal quale riuscì a salvarsi. A questo punto si recò in Vaticano e fu ricevuto in udienza da papa Giovanni Paolo II, che scrisse una lettera in cui condannò la violenza contro i civili in Guatemala.
Gerardi restò due anni in esilio, solo nel 1984 ebbe il permesso di tornare in patria, diventò vescovo ausiliare di Guatemala. Nel 1988 aprì un ufficio diocesano per i diritti e operò come mediatore tra le parti del conflitto civile.

### Impegno per la verità
Dopo la fine della guerra civile si dedicò a raccogliere testimonianze per stilare un memoriale sugli orrori della guerra civile. L'immensa mole di materiale ricavato da un team di volontari che lo aiutavano fu raccolto in un volume di circa 1400 pagine in cui ci sono i nomi di 50.000 persone con la descrizione della loro morte. Il volume dal titolo Guatemala: Nunca más fu presentato alla stampa il 25 aprile 1998, alla conferenza seguì una messa nella cattedrale.

### L'assassinio e il processo

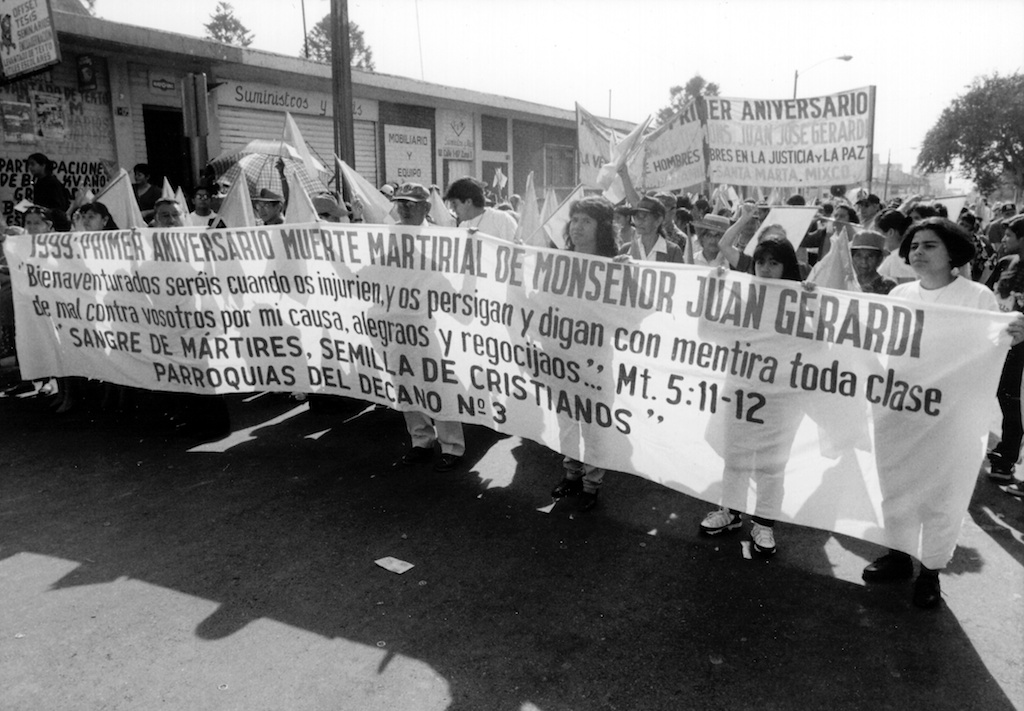
Città del Guatemala 1999. Anniversario uccisione J.J. Gerardi.
Foto © [https://web.archive.org/web/20140323232525/http://www.micheleferraris.it/1999-guatemala/ Michele Ferraris

Due giorni dopo nelle strade della capitale in una pozza di sangue fu trovato un cadavere con il volto fracassato da un blocco di cemento, il riconoscimento poté avvenire solo grazie all'anello episcopale, si trattava del cadavere del vescovo settantacinquenne.
Dopo un processo durato 10 anni, nel corso dei quali sono stati uccisi diversi testimoni e un imputato, e alcuni giudici sono fuggiti all'estero, nel 2008 è arrivata la sentenza: 20 anni di carcere per il colonnello comandante della base militare del Dipartimento di Quiché, per suo figlio, capitano nella stessa base e per un sacerdote ex collaboratore del vescovo, considerato il basista. Secondo alcuni commentatori i veri mandanti dell'omicidio non sono stati individuati.

## Genealogia episcopale
La genealogia episcopale è:
- Cardinale Scipione Rebiba
- Cardinale Giulio Antonio Santori
- Cardinale Girolamo Bernerio, O.P.
- Arcivescovo Galeazzo Sanvitale
- Cardinale Ludovico Ludovisi
- Cardinale Luigi Caetani
- Cardinale Ulderico Carpegna
- Cardinale Paluzzo Paluzzi Altieri degli Albertoni
- Papa Benedetto XIII
- Papa Benedetto XIV
- Papa Clemente XIII
- Cardinale Marcantonio Colonna
- Cardinale Giacinto Sigismondo Gerdil, B.
- Cardinale Giulio Maria della Somaglia
- Cardinale Carlo Odescalchi, S.I.
- Cardinale Costantino Patrizi Naro
- Cardinale Lucido Maria Parocchi
- Papa Pio X
- Cardinale Gaetano De Lai
- Cardinale Raffaele Carlo Rossi, O.C.D.
- Cardinale Amleto Giovanni Cicognani
- Arcivescovo Bruno Torpigliani
- Vescovo Juan José Gerardi Conedera